# Euspilotus amazonius
Euspilotus amazonius är en skalbaggsart som först beskrevs av Desbordes 1923.  Euspilotus amazonius ingår i släktet Euspilotus och familjen stumpbaggar. Inga underarter finns listade i Catalogue of Life.